# Saverio Fausto De Dominicis
Saverio Fausto De Dominicis (Buonalbergo, 2 settembre 1845 – Milano, 16 novembre 1930) è stato un pedagogista italiano.

## Biografia
Familiarmente conosciuto come "Faustino", nacque da Vincenzo e Nicoletta Marinaro a Buonalbergo, nell'allora provincia di Principato Ultra. Studiò al liceo Giannone di Benevento e si laureò nel 1868 alla Scuola Normale Superiore di Pisa in Filosofia. Insegnò poi filosofia nei licei di Cremona, Venezia, Bologna e Bari.
Dal 1881 divenne professore straordinario di pedagogia all'Università degli Studi di Pavia, poi insegnò anche Filosofia morale (1885-1904) e Filosofia della storia (1904-1909). Nel 1920 si ritirò con la nomina a professore emerito con solenni onoranze attribuite dell'allora ministro dell'Istruzione Benedetto Croce.
Fu direttore della Rivista di Pedagogia e dell'Annata Pedagogica e fu autore di opere e pubblicazioni scientifiche.
Nel 1898 De Dominicis organizzò inoltre a Torino il primo Congresso dell'Associazione pedagogica fra gli insegnanti di Scuole Normali con la giovanissima Maria Montessori.
Subì dure accuse dagli idealisti che, con in testa Giovanni Gentile, tacciarono il suo pensiero di scientismo, dogmatismo e «crudo materialismo ingenuo».
De Dominicis morì a Milano nel 1930. Nel suo paese natale gli è stata intitolata una scuola media, mentre a Benevento e a  Uggiano La Chiesa (in provincia di Lecce) una strada cittadina.

## Pensiero
Considerato un pedagogo di idee moderne, scrisse in quattro volumi la Scienza comparata dell'educazione dal 1908 al 1913 teorizzando tra l'altro la laicizzazione dell'insegnamento, la creazione di una scuola popolare successiva a quella elementare e il superamento di quella che considerava una anacronistica divisione tra studi tecnici e studi classici. Sostenne inoltre che l'istruzione popolare dovesse divenire funzione dello Stato e teorizzò l'allargamento dell'obbligo scolastico, l'adeguamento della scuola popolare alle necessità dei diversi luoghi e infine affrontò la questione dei giardini d'infanzia. Alle idee sulla riforma scolastica, affiancò quelle relative ad una riforma universitaria ampia e variegata. In tal senso sostenne lo snellimento di disposizioni burocratiche, l'affermazione dei diritti dello studente e la libertà dei piani di studio.

## Opere principali
- L'antropologia in relazione all'educazione nazionale, Venezia, Tipografia Ripamonti Ottolini, 1871
- Galilei e Kant o l'esperienza e la critica nella filosofia moderna, Bologna, Nicola Zanichelli, 1874
- La pedagogia e il darwinismo, Bari, Tipografia G. Gissi, 1877
- La dottrina dell'evoluzione, Torino, Loescher, 1878-1881
- La dottrina frobeliana nel movimento della pedagogia moderna, Roma, Paravia, 1882
- Studi di pedagogia, Milano, Enrico Trevisini, 1884
- Il concetto pedagogico di Augusto Comte, Palermo, Tipografia dello Stato, 1884
- Rosminianismo e positivismo, Milano-Torino, Fratelli Dumolard editori, 1889
- Idee per una scienza dell'educazione, Torino, G. B. Paravia e Comp., 1900
- Storia della pedagogia, Milano, G. Damiano, 1911-13
- Principii di morale sociale, Torino, Paravia, 1917
- Letture di morale e pedagogia, Torino, G. B. Paravia & C., 1919